# ヘドウィグ・アンド・アングリーインチ
『ヘドウィグ・アンド・アングリーインチ』（英語: Hedwig and the Angry Inch）は、オフ・ブロードウェイで上演されたミュージカル及びその映画化作品。旧東ドイツ生まれで性別適合手術を受けたロック・シンガーのヘドウィグが、幼い頃に母から聴かされたプラトンの「愛の起原」のような自分のかたわれである愛を探して全米各地を巡る物語で、彼女の人生を魂の歌と共に描く。

## 製作までの経緯
俳優のジョン・キャメロン・ミッチェルと作曲家のスティーヴン・トラスクが、ニューヨークのナイトクラブSqueezeboxでヘドウィグを登場させた。のちにキャラクターを膨らませて舞台化した。

## ストーリー
全米各地を旅する売れないロック歌手のヘドウィグは、共産主義体制下の東ドイツで生まれ、幼少期に母親から「愛の起源」の話を聴かされる。ハンセルという名の男性がアメリカ軍人ルーサーに出会い恋に落ちると、ルーサーと結婚してアメリカに渡れるように、母親はハンセルにヘドウィグの名とパスポートを与えて性別適合手術を受けさせたが失敗し、股間に「怒りの1インチ（アングリー・インチ）」が残された。2人は渡米するが、ルーサーがヘドウィグのもとを去った最初の結婚記念日はベルリンの壁崩壊の日だった。絶望に暮れるヘドウィグは、昔抱いたロック歌手になる夢を思い起こし、韓国軍兵の妻たちを引連れバンドを結成する。アルバイトをしながら身を繋いでいると、同じくロックスターに憧れる17歳の少年トミーと出会う。ヘドウィグは誰よりもトミーを愛してロックの全てを注ぎ込んだが、手術痕がばれて別れる。トミーは作った曲をすべて盗んでヒットを飛ばして人気絶頂のロックスターになった。ヘドウィグは自分のバンド「アングリー・インチ」を引きつれてトミーの全米コンサートを追いかけながら巡業し、愛を捜し求める。

## 舞台
1997年からオフ・ブロードウェイで上演されてロングランを記録した。マドンナは楽曲の権利を欲した。ヘドウィグのカツラを模したかぶり物をした"ヘドヘッド" と呼ばれる熱烈なファンを生み400回以上劇場に足を運ぶ者もいた。主演の一人にアリー・シーディがいる。
キャストを変えてアメリカ各地やロンドン、カナダ、ドイツなどで上演されている。
日本語版公演は三上博史主演で2004年と2005年にPARCO劇場他で上演されて人気を博した。2007年、2008年、2009年に山本耕史主演で上演され、2008年6月21日中野サンプラザでジョン・キャメロン・ミッチェルを招待して打ち上げライブが催された。2012年8月29日から、Shibuya-O eastで森山未來が主演・大根仁演出・日本語訳詞にスガシカオを迎えて、上演が再び決定。
2019年8月31日から、浦井健治主演、イツァーク役女王蜂アヴちゃん、翻訳・演出福山桜子で、東京EX THEATER ROPPONGI、福岡、名古屋、大阪、東京のZeppで上演する。
2022年2月3日から、丸山隆平主演、イツハク役をさとうほなみ、ジョン・キャメロン・ミッチェル自身の演出で、東京EX THEATER ROPPONGI、大阪、福岡、名古屋、東京のZeppで上演された。ミッチェルが舞台版の演出を手がけるのは今回が初である。

## 映画化
2001年にアメリカで公開された。舞台ではジョン・キャメロン・ミッチェルがヘドウィグの恋人トミーも演じたが、映画版は新進俳優のマイケル・ピットが演じた。他の出演者は、ミリアム・ショア、スティーヴン・トラスクなど。サンダンス映画祭観客賞、監督賞をはじめ、数々の賞を受賞した。第14回東京国際映画祭特別招待作品。

### キャスト
- ジョン・キャメロン・ミッチェル：ヘドウィグ / ハンセル
- ミリアム・ショア：イツハク（イツァーク）
- マイケル・ピット：トミー・ノーシス
- スティーヴン・トラスク：スキシプ
- アンドレア・マーティン：フィリス・スタイン
- セオドア・リスチンスキー
- ロブ・キャンベル
- マイケル・アラノフ
- ベン・メイヤー＝グッドマン
- アルバータ・ワトソン
- ジーン・ピルツ

　他

### 日本語吹き替え
- ヘドウィグ／ハンセル：檀臣幸
- トミー・ノーシス：石田彰
- イツハク：高乃麗
- フィリス・スタイン：姉崎公美
- その他の日本語吹き替え：池田勝／藤生聖子／小林沙苗／斉藤次郎／村竹あおい

### 受賞
- サンダンス映画祭 - 最優秀監督賞、最優秀観客賞
- ベルリン国際映画祭 - テディ・ベア賞
- ロサンゼルス映画批評家協会賞 - ニュー・ジェネレーション賞
- サンフランシスコ国際映画祭 - 最優秀観客賞
- シアトル国際映画祭 - 最優秀主演男優賞、他
- ドービル映画祭 - グランプリ、最優秀批評家賞、最優秀新人監督賞

## 楽曲
以下に本作に登場する楽曲を記す。
- Tear Me Down
- The Origin Of Love
- Angry Inch
- Wicked Little Town
- Wig In A Box
- The Long Grift
- Hedwig's Lament
- Exquisite Corpse
- Midnight Radio
- Nailed
- Sugar Daddy
- Freaks
- In Your Arms Tonight

※The Origin Of Love はプラトンの著作「饗宴」でのエロスに関するアリストパネスの主張がもとになっており、本作のストーリーの中核を担うものである。